# Guy Parmelin
Guy Parmelin (Bursins, 9 de noviembre de 1959) es un político suizo miembro de la Unión Democrática de Centro. Consejero federal y ministro del Departamento Federal de Economía, Formación e Investigación desde el 1 de enero de 2019.

## Biografía
Agricultor y viticultor de profesión, entra a la política en 1993. Diputado del Gran Consejo valdense de 1994 a 2003. Entre los años 2000 y 2007 presidente de la sección cantonal de su partido, la UDC. Elegido al Consejo Nacional como representante del cantón de Vaud en diciembre de 2003 y reelegido en 2007, 2011 y 2015.

## Consejo federal
Tras haber sido el partido con mayor votación en las elecciones legislativas de 2015 con 29.4%, la UDC exige de los demás partidos gubernamentales que le sea asignado un segundo ministerio del gobierno federal. Luego de que Eveline Widmer-Schlumpf diera a conocer su renuncia al Consejo federal, la UDC nombró tres candidatos para su sucesión, uno por cada región lingüística: Thomas Aeschi (por la Suiza alemana), Guy Parmelin (por la Suiza francesa) y Norman Gobbi (por la Suiza italiana). Pese a que el Consejo federal ha contado históricamente con solo dos miembros de las regiones latinas, el 9 de diciembre de 2015, la Asamblea federal elige a Guy Parmelin en reemplazo de Eveline Widmer-Schlumpf, eligiendo un tercer miembro de la minoría francófona. Guy Parmelin es elegido en la tercera vuelta de elección por 138 votos de 243 posibles. A partir del 1° de enero de 2016 se encarga del Departamento Federal de Defensa, Protección de la Población y Deportes en reemplazo de Ueli Maurer, que tomó el Departamento Federal de Finanzas dejado vacante por Eveline Widmer-Schlumpf.